# Mauricio Isla
Mauricio Aníbal Isla Isla, noto semplicemente come Mauricio Isla (Santiago del Cile, 12 giugno 1988), è un calciatore cileno, centrocampista del Colo-Colo e della nazionale cilena, con cui è stato campione del Sud America nel 2015 e nel 2016.

## Caratteristiche tecniche
Ha una grande capacità di interpretare ruoli differenti. Prevalentemente utilizzato come interno destro di centrocampo, ricopre con efficacia anche i ruoli di ala destra e di terzino destro. Abbina un'ottima tecnica a una spiccata intelligenza tattica e a una certa aggressività. Le sue caratteristiche principali sono la velocità, la forza e la resistenza fisica. È abile nei cross e a saltare l'uomo nell'uno contro uno.

## Carriera

### Club

#### Giovanili
Cresce in patria nel vivaio dell'Universidad Católica, senza però giungere all'esordio in prima squadra. Si fa conoscere nelle Nazionali giovanili, arrivando anche a essere il capitano del Cile under 20 ai Mondiali di categoria del 2007.

#### Udinese
Proprio grazie alla visibilità acquisita in seguito al Mondiale Under-20, ottiene un ingaggio in Europa dal club italiano dell'Udinese. Inizialmente viene mandato in prestito al Locarno, squadra della seconda serie svizzera, ma viene poi richiamato a Udine e aggregato alla formazione Primavera.

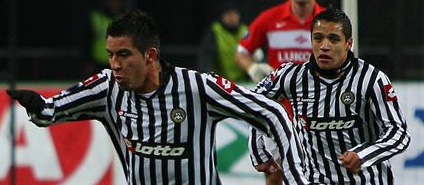
Mauricio Isla (sinistra) e Alexis Sánchez (destra) durante una partita con l'Udinese in UEFA Europa League

Esordisce il 17 febbraio 2008 nell'incontro Reggina-Udinese. Nella sua prima stagione in Italia disputa in totale 13 gare tra campionato e Coppa Italia, senza realizzare reti. 
Il 24 gennaio 2010 segna la sua prima rete in Serie A contro la Sampdoria (risultato finale 2-3).
Isla gioca una stagione ad alti livelli e contribuisce alla qualificazione della propria squadra ai preliminari di UEFA Champions League.

#### Juventus
Il 2 luglio 2012 viene ceduto in compartecipazione alla Juventus per 9,4 milioni di euro. A causa di un infortunio è costretto a saltare l'incontro di Supercoppa italiana a Pechino, che vede i bianconeri aggiudicarsi il trofeo. Esordisce con la Juventus il 19 settembre, nella gara di Champions League pareggiata 2-2 contro il Chelsea. Il 5 maggio 2013, dopo la vittoria interna dei bianconeri sul Palermo per 1-0, vince, con tre giornate d'anticipo, il suo primo campionato italiano.
Il 19 giugno 2013 viene rinnovata la comproprietà con l'Udinese.
Il 20 giugno 2014, dopo aver nel frattempo vinto il suo secondo scudetto a Torino, il giocatore viene riscattato interamente dalla Juventus per 4,5 milioni di euro. La sua esperienza juventina non si è rivelata all'altezza delle aspettative, non integrandosi con il gioco dell'allenatore Antonio Conte.

#### I prestiti a QPR e Olympique Marsiglia

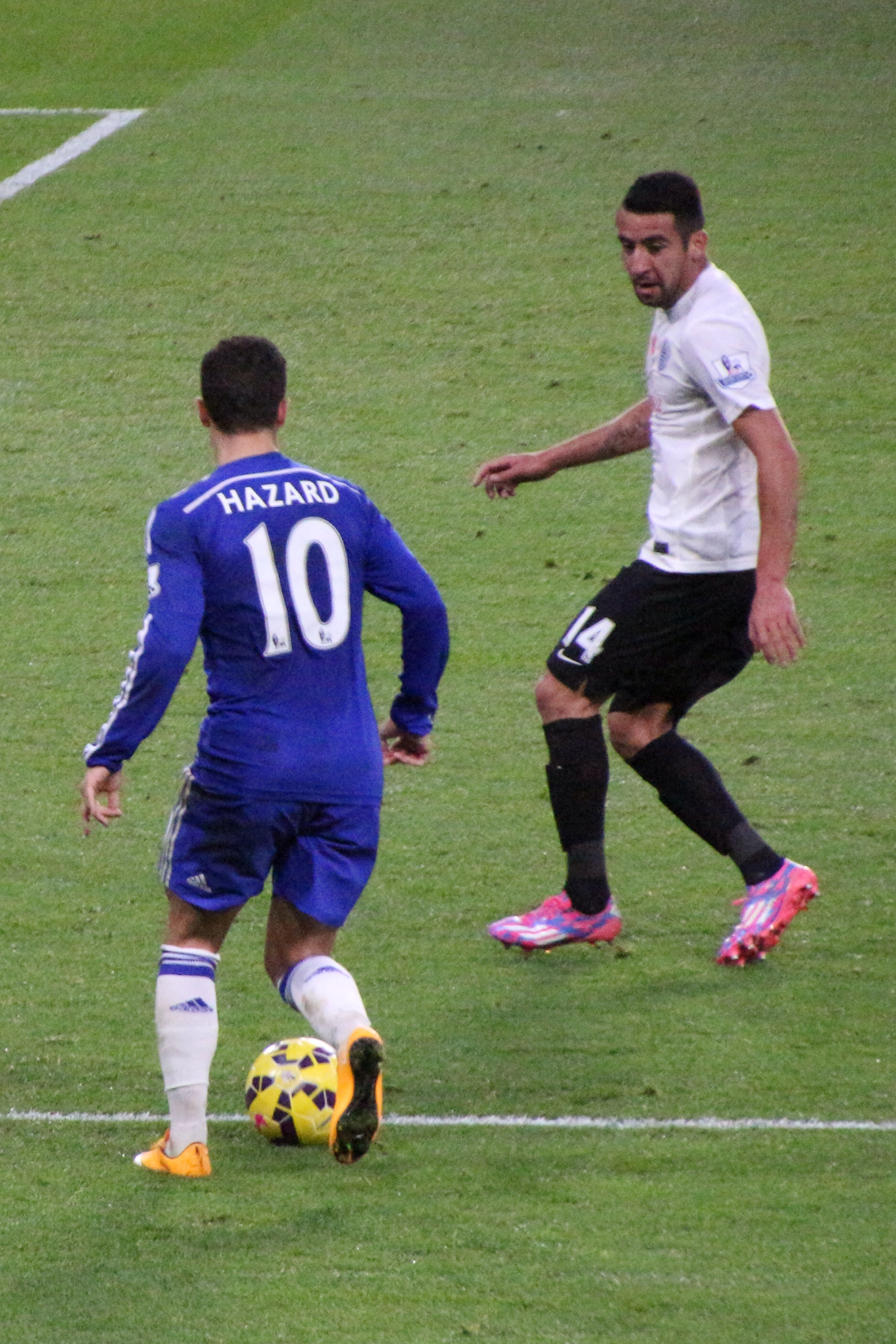
Isla con la maglia del QPR

Il 6 agosto 2014 si trasferisce agli inglesi del QPR con la formula del prestito oneroso (1,2 milioni di euro con diritto di riscatto fissato a 10 milioni). Il 24 agosto 2014 debutta con la squadra londinese, nella sconfitta per 0-4 contro il Tottenham. Il 4 gennaio 2015 esordisce in FA Cup, nella sfida interna contro lo Sheffield United (0-3). Il 27 maggio seguente il QPR retrocede in Championship. A fine stagione il giocatore non viene riscattato e fa quindi ritorno alla Juventus.
Il 31 agosto 2015, dopo una presenza in campionato, non rientrando nei piani di Massimiliano Allegri, viene ceduto in prestito con diritto di riscatto al club francese dell'Olympique Marsiglia; il trasferimento, rientrante nell'operazione che ha portato Mario Lemina a Torino, prevede un'opzione di 7 milioni di euro per il tesseramento del giocatore a titolo definitivo. Il 14 febbraio 2016, nella gara di campionato contro il Nizza pareggiata per 1-1, realizza il suo primo gol con la maglia dei marsigliesi. Anche l'Olympique Marsiglia, a fine stagione, decide di non riscattare il calciatore.

#### Cagliari e Fenerbahce
Il 10 agosto 2016, viene acquistato dal Cagliari a fronte di un corrispettivo di 4 milioni di euro. Il suo debutto con la maglia dei sardi avviene il 15 agosto seguente nella partita Cagliari-SPAL (5-1), valida per il terzo turno di Coppa Italia.
il 19 febbraio 2017 sigla il suo primo gol in maglia rossoblu nel pareggio per 1-1 in casa della Sampdoria, tornando in gol in Serie A dopo più di 5 anni (il gol nella massima serie italiana mancava dal dicembre 2011).
Al termine della stagione, si svincola dagli isolani e il 21 luglio firma per i turchi del Fenerbahçe.

#### Flamengo
Il 19 agosto 2020, conclusasi l'esperienza a Istanbul, viene ingaggiato dai brasiliani del Flamengo.

### Nazionale
Ha esordito nella Nazionale cilena il 7 settembre 2007 contro la Svizzera, ancor prima di esordire in un campionato professionista.

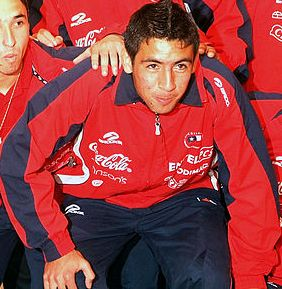
Isla con la Nazionale U-20

Figura tra i 23 convocati del Cile per il Mondiale 2010 in Sudafrica. Diventato parte integrante della rosa cilena, parte da panchinaro in 4 partite disputate dalla sua Nazionale al Mondiale. Il 5 luglio 2015 vince la Copa América con il Cile, la prima nella storia della Roja.
Viene convocato per la Copa América Centenario negli Stati Uniti.

## Statistiche

### Presenze e reti nei club
Statistiche aggiornate al 25 novembre 2018.
| Stagione             | Squadra              | Campionato           | Campionato | Campionato | Coppe nazionali | Coppe nazionali | Coppe nazionali | Coppe continentali | Coppe continentali | Coppe continentali | Altre coppe | Altre coppe | Altre coppe | Totale | Totale |
| Stagione             | Squadra              | Comp                 | Pres       | Reti       | Comp            | Pres            | Reti            | Comp               | Pres               | Reti               | Comp        | Pres        | Reti        | Pres   | Reti   |
| -------------------- | -------------------- | -------------------- | ---------- | ---------- | --------------- | --------------- | --------------- | ------------------ | ------------------ | ------------------ | ----------- | ----------- | ----------- | ------ | ------ |
| 2007-2008            | Udinese              | A                    | 10         | 0          | CI              | 3               | 0               | -                  | -                  | -                  | -           | -           | -           | 13     | 0      |
| 2008-2009            | Udinese              | A                    | 32         | 0          | CI              | 1               | 0               | CU                 | 10                 | 0                  | -           | -           | -           | 43     | 0      |
| 2009-2010            | Udinese              | A                    | 30         | 1          | CI              | 2               | 0               | -                  | -                  | -                  | -           | -           | -           | 32     | 1      |
| 2010-2011            | Udinese              | A                    | 34         | 2          | CI              | 1               | 1               | -                  | -                  | -                  | -           | -           | -           | 35     | 3      |
| 2011-2012            | Udinese              | A                    | 21         | 3          | CI              | 0               | 0               | UCL+UEL            | 2+5                | 0                  | -           | -           | -           | 28     | 3      |
| Totale Udinese       | Totale Udinese       | Totale Udinese       | 127        | 6          |                 | 7               | 1               |                    | 17                 | 0                  |             | -           | -           | 151    | 7      |
| 2012-2013            | Juventus             | A                    | 11         | 0          | CI              | 4               | 0               | UCL                | 5                  | 0                  | SI          | 0           | 0           | 20     | 0      |
| 2013-2014            | Juventus             | A                    | 18         | 0          | CI              | 1               | 0               | UCL+UEL            | 2+6                | 0                  | SI          | 0           | 0           | 27     | 0      |
| 2014-2015            | QPR                  | PL                   | 26         | 0          | FACup+CdL       | 1+0             | 0               | -                  | -                  | -                  | -           | -           | -           | 27     | 0      |
| ago. 2015            | Juventus             | A                    | 1          | 0          | CI              | 0               | 0               | UCL                | 0                  | 0                  | SI          | 0           | 0           | 1      | 0      |
| Totale Juventus      | Totale Juventus      | Totale Juventus      | 30         | 0          |                 | 5               | 0               |                    | 13                 | 0                  |             | 0           | 0           | 48     | 0      |
| ago. 2015-2016       | O. Marsiglia         | L1                   | 23         | 2          | CF+CdL          | 5+2             | 0               | UEL                | 8                  | 0                  | -           | -           | -           | 38     | 2      |
| 2016-2017            | Cagliari             | A                    | 34         | 1          | CI              | 1               | 0               | -                  | -                  | -                  | -           | -           | -           | 35     | 1      |
| 2017-2018            | Fenerbahçe           | SL                   | 21         | 0          | TK              | 4               | 0               | UEL                | 4                  | 0                  | -           | -           | -           | 29     | 0      |
| 2018-2019            | Fenerbahçe           | SL                   | 28         | 0          | TK              | 1               | 0               | UCL+UEL            | 2+6                | 0                  | -           | -           | -           | 37     | 0      |
| 2019-2020            | Fenerbahçe           | SL                   | 19         | 0          | TK              | 6               | 0               | -                  | -                  | -                  | -           | -           | -           | 25     | 0      |
| Totale Fenerbahçe    | Totale Fenerbahçe    | Totale Fenerbahçe    | 68         | 0          |                 | 11              | 0               |                    | 12                 | 0                  |             | -           | -           | 91     | 0      |
| 2020                 | Flamengo             | A                    | 29         | 2          | CB              | 2               | 0               | CL                 | 3                  | 0                  | -           | -           | -           | 34     | 2      |
| 2021                 | Flamengo             | A/RJ+A               | 5+15       | 0+0        | CB              | 4               | 0               | CL                 | 11                 | 0                  | SB          | 1           | 0           | 36     | 0      |
| gen.-giu. 2022       | Flamengo             | A/RJ+A               | 4+6        | 0+1        | CB              | 0               | 0               | CL                 | 3                  | 1                  | -           | -           | -           | 13     | 2      |
| Totale Flamengo      | Totale Flamengo      | Totale Flamengo      | 9+50       | 0+3        |                 | 6               | 0               |                    | 17                 | 1                  |             | 1           | 0           | 83     | 4      |
| giu.-dic. 2022       | Universidad Católica | PD                   | 12         | 0          | CC              | 4               | 0               | CS                 | 1                  | 0                  | -           | -           | -           | 17     | 0      |
| gen.-ago. 2023       | Universidad Católica | PD                   | 10         | 1          | CC              | 0               | 0               | CL                 | 1                  | 0                  | -           | -           | -           | 11     | 1      |
| Totale U. Catolica   | Totale U. Catolica   | Totale U. Catolica   | 22         | 1          |                 | 4               | 0               |                    | 2                  | 0                  |             | -           | -           | 28     | 1      |
| ago.-dic. 2023       | Independiente        | PD                   | 0          | 0          | CA+CdL          | 2+12            | 0+1             | -                  | -                  | -                  | -           | -           | -           | 14     | 1      |
| 2024                 | Independiente        | PD                   | 3          | 0          | CA+CdL          | 1+14            | 0+1             | -                  | -                  | -                  | -           | -           | -           | 18     | 1      |
| Totale Independiente | Totale Independiente | Totale Independiente | 3          | 0          |                 | 29              | 2               |                    | -                  | -                  |             | -           | -           | 32     | 2      |
| Totale carriera      | Totale carriera      | Totale carriera      | 373        | 13         |                 | 71              | 3               |                    | 66                 | 1                  |             | 1           | 0           | 512    | 17     |

### Cronologia presenze e reti in nazionale

#### Nazionale maggiore
| Cronologia completa delle presenze e delle reti in nazionale ― Cile | Cronologia completa delle presenze e delle reti in nazionale ― Cile | Cronologia completa delle presenze e delle reti in nazionale ― Cile | Cronologia completa delle presenze e delle reti in nazionale ― Cile | Cronologia completa delle presenze e delle reti in nazionale ― Cile | Cronologia completa delle presenze e delle reti in nazionale ― Cile | Cronologia completa delle presenze e delle reti in nazionale ― Cile | Cronologia completa delle presenze e delle reti in nazionale ― Cile |
| Data                                                                | Città                                                               | In casa                                                             | Risultato                                                           | Ospiti                                                              | Competizione                                                        | Reti                                                                | Note                                                                |
| ------------------------------------------------------------------- | ------------------------------------------------------------------- | ------------------------------------------------------------------- | ------------------------------------------------------------------- | ------------------------------------------------------------------- | ------------------------------------------------------------------- | ------------------------------------------------------------------- | ------------------------------------------------------------------- |
| 7-9-2007                                                            | Vienna                                                              | Svizzera                                                            | 2 – 1                                                               | Cile                                                                | Amichevole                                                          | -                                                                   | 66’                                                                 |
| 26-3-2008                                                           | Tel Aviv                                                            | Israele                                                             | 1 – 0                                                               | Cile                                                                | Amichevole                                                          | -                                                                   | 68’                                                                 |
| 19-11-2008                                                          | Vila-real                                                           | Spagna                                                              | 3 – 0                                                               | Cile                                                                | Amichevole                                                          | -                                                                   |                                                                     |
| 11-2-2009                                                           | Polokwane                                                           | Sudafrica                                                           | 0 – 2                                                               | Cile                                                                | Amichevole                                                          | -                                                                   |                                                                     |
| 29-3-2009                                                           | Lima                                                                | Perù                                                                | 1 – 3                                                               | Cile                                                                | Qual. Mondiali 2010                                                 | -                                                                   | 63’                                                                 |
| 1-4-2009                                                            | Santiago del Cile                                                   | Cile                                                                | 0 – 0                                                               | Uruguay                                                             | Qual. Mondiali 2010                                                 | -                                                                   | 23’, 33’                                                            |
| 10-6-2009                                                           | Santiago del Cile                                                   | Cile                                                                | 4 – 0                                                               | Bolivia                                                             | Qual. Mondiali 2010                                                 | -                                                                   | 84’                                                                 |
| 12-8-2009                                                           | Brøndby                                                             | Danimarca                                                           | 1 – 2                                                               | Cile                                                                | Amichevole                                                          | -                                                                   |                                                                     |
| 5-9-2009                                                            | Santiago del Cile                                                   | Cile                                                                | 2 – 2                                                               | Venezuela                                                           | Qual. Mondiali 2010                                                 | -                                                                   |                                                                     |
| 9-9-2009                                                            | Salvador de Bahia                                                   | Brasile                                                             | 4 – 2                                                               | Cile                                                                | Qual. Mondiali 2010                                                 | -                                                                   | 68’                                                                 |
| 26-5-2010                                                           | Calama                                                              | Cile                                                                | 3 – 0                                                               | Zambia                                                              | Amichevole                                                          | -                                                                   | 46’                                                                 |
| 30-5-2010                                                           | Chillán                                                             | Cile                                                                | 1 – 0                                                               | Irlanda del Nord                                                    | Amichevole                                                          | -                                                                   |                                                                     |
| 16-6-2010                                                           | Nelspruit                                                           | Honduras                                                            | 0 – 1                                                               | Cile                                                                | Mondiali 2010 - 1º turno                                            | -                                                                   |                                                                     |
| 21-6-2010                                                           | Port Elizabeth                                                      | Cile                                                                | 1 – 0                                                               | Svizzera                                                            | Mondiali 2010 - 1º turno                                            | -                                                                   |                                                                     |
| 25-6-2010                                                           | Pretoria                                                            | Cile                                                                | 1 – 2                                                               | Spagna                                                              | Mondiali 2010 - 1º turno                                            | -                                                                   |                                                                     |
| 28-6-2010                                                           | Johannesburg                                                        | Brasile                                                             | 3 – 0                                                               | Cile                                                                | Mondiali 2010 - Ottavi di finale                                    | -                                                                   | 62’                                                                 |
| 7-9-2010                                                            | Kiev                                                                | Ucraina                                                             | 2 – 1                                                               | Cile                                                                | Amichevole                                                          | 1                                                                   |                                                                     |
| 17-11-2010                                                          | Santiago del Cile                                                   | Cile                                                                | 2 – 0                                                               | Uruguay                                                             | Amichevole                                                          | -                                                                   | 66’ 77’                                                             |
| 26-3-2011                                                           | Leiria                                                              | Portogallo                                                          | 1 – 1                                                               | Cile                                                                | Amichevole                                                          | -                                                                   | 83’                                                                 |
| 29-3-2011                                                           | L'Aia                                                               | Colombia                                                            | 0 – 2                                                               | Cile                                                                | Amichevole                                                          | -                                                                   |                                                                     |
| 19-6-2011                                                           | Santiago del Cile                                                   | Cile                                                                | 4 – 0                                                               | Estonia                                                             | Amichevole                                                          | -                                                                   | 73’                                                                 |
| 4-7-2011                                                            | San Juan                                                            | Cile                                                                | 2 – 1                                                               | Messico                                                             | Coppa America 2011 - 1º turno                                       | -                                                                   |                                                                     |
| 8-7-2011                                                            | Mendoza                                                             | Uruguay                                                             | 1 – 1                                                               | Cile                                                                | Coppa America 2011 - 1º turno                                       | -                                                                   |                                                                     |
| 17-7-2011                                                           | San Juan                                                            | Cile                                                                | 1 – 2                                                               | Venezuela                                                           | Coppa America 2011 - Quarti di finale                               | -                                                                   | 27’                                                                 |
| 10-8-2011                                                           | Montpellier                                                         | Francia                                                             | 1 – 1                                                               | Cile                                                                | Amichevole                                                          | -                                                                   |                                                                     |
| 2-9-2011                                                            | San Gallo                                                           | Spagna                                                              | 3 – 2                                                               | Cile                                                                | Amichevole                                                          | 1                                                                   | 83’                                                                 |
| 4-9-2011                                                            | Barcellona                                                          | Messico                                                             | 1 – 0                                                               | Cile                                                                | Amichevole                                                          | -                                                                   | 67’                                                                 |
| 7-10-2011                                                           | Buenos Aires                                                        | Argentina                                                           | 4 – 1                                                               | Cile                                                                | Qual. Mondiali 2014                                                 | -                                                                   |                                                                     |
| 11-10-2011                                                          | Santiago del Cile                                                   | Cile                                                                | 4 – 2                                                               | Perù                                                                | Qual. Mondiali 2014                                                 | -                                                                   |                                                                     |
| 11-11-2011                                                          | Montevideo                                                          | Uruguay                                                             | 4 – 0                                                               | Cile                                                                | Qual. Mondiali 2014                                                 | -                                                                   |                                                                     |
| 15-11-2011                                                          | Santiago del Cile                                                   | Cile                                                                | 2 – 0                                                               | Paraguay                                                            | Qual. Mondiali 2014                                                 | -                                                                   | 47’                                                                 |
| 11-9-2012                                                           | Santiago del Cile                                                   | Cile                                                                | 1 – 3                                                               | Colombia                                                            | Qual. Mondiali 2014                                                 | -                                                                   | 68’                                                                 |
| 12-10-2012                                                          | Quito                                                               | Ecuador                                                             | 3 – 1                                                               | Cile                                                                | Qual. Mondiali 2014                                                 | -                                                                   |                                                                     |
| 16-10-2012                                                          | Santiago del Cile                                                   | Cile                                                                | 1 – 2                                                               | Argentina                                                           | Qual. Mondiali 2014                                                 | -                                                                   |                                                                     |
| 6-2-2013                                                            | Madrid                                                              | Cile                                                                | 2 – 1                                                               | Egitto                                                              | Amichevole                                                          | -                                                                   |                                                                     |
| 22-3-2013                                                           | Lima                                                                | Perù                                                                | 1 – 0                                                               | Cile                                                                | Qual. Mondiali 2014                                                 | -                                                                   |                                                                     |
| 26-3-2013                                                           | Santiago del Cile                                                   | Cile                                                                | 2 – 0                                                               | Uruguay                                                             | Qual. Mondiali 2014                                                 | -                                                                   | 85’                                                                 |
| 7-6-2013                                                            | Asunción                                                            | Paraguay                                                            | 1 – 2                                                               | Cile                                                                | Qual. Mondiali 2014                                                 | -                                                                   | 91’                                                                 |
| 6-9-2013                                                            | Santiago del Cile                                                   | Cile                                                                | 3 – 0                                                               | Venezuela                                                           | Qual. Mondiali 2014                                                 | -                                                                   |                                                                     |
| 14-8-2013                                                           | Brøndby                                                             | Cile                                                                | 6 – 0                                                               | Iraq                                                                | Amichevole                                                          | -                                                                   | 61’                                                                 |
| 10-9-2013                                                           | Ginevra                                                             | Spagna                                                              | 2 – 2                                                               | Cile                                                                | Amichevole                                                          | -                                                                   |                                                                     |
| 11-10-2013                                                          | Barranquilla                                                        | Colombia                                                            | 3 – 3                                                               | Cile                                                                | Qual. Mondiali 2014                                                 | -                                                                   | 39’ 53’                                                             |
| 15-10-2013                                                          | Santiago del Cile                                                   | Cile                                                                | 2 – 1                                                               | Ecuador                                                             | Qual. Mondiali 2014                                                 | -                                                                   |                                                                     |
| 15-11-2013                                                          | Londra                                                              | Inghilterra                                                         | 0 – 2                                                               | Cile                                                                | Amichevole                                                          | -                                                                   | 59’                                                                 |
| 5-3-2014                                                            | Stoccarda                                                           | Germania                                                            | 1 – 0                                                               | Cile                                                                | Amichevole                                                          | -                                                                   |                                                                     |
| 30-5-2014                                                           | Santiago del Cile                                                   | Cile                                                                | 3 – 2                                                               | Egitto                                                              | Amichevole                                                          | -                                                                   | 76’                                                                 |
| 4-6-2014                                                            | Valparaíso                                                          | Cile                                                                | 2 – 0                                                               | Irlanda del Nord                                                    | Amichevole                                                          | -                                                                   |                                                                     |
| 13-6-2014                                                           | Cuiabá                                                              | Cile                                                                | 3 – 1                                                               | Australia                                                           | Mondiali 2014 - 1º turno                                            | -                                                                   |                                                                     |
| 18-6-2014                                                           | Rio de Janeiro                                                      | Spagna                                                              | 0 – 2                                                               | Cile                                                                | Mondiali 2014 - 1º turno                                            | -                                                                   |                                                                     |
| 23-6-2014                                                           | San Paolo                                                           | Paesi Bassi                                                         | 2 – 0                                                               | Cile                                                                | Mondiali 2014 - 1º turno                                            | -                                                                   |                                                                     |
| 28-6-2014                                                           | Belo Horizonte                                                      | Brasile                                                             | 1 – 1 dts (3 – 2 dtr)                                               | Cile                                                                | Mondiali 2014 - Ottavi di finale                                    | -                                                                   |                                                                     |
| 6-9-2014                                                            | Santa Clara                                                         | Cile                                                                | 0 – 0                                                               | Messico                                                             | Amichevole                                                          | -                                                                   |                                                                     |
| 9-9-2014                                                            | Fort Lauderdale                                                     | Cile                                                                | 1 – 0                                                               | Haiti                                                               | Amichevole                                                          | -                                                                   |                                                                     |
| 10-10-2014                                                          | Valparaíso                                                          | Cile                                                                | 3 – 0                                                               | Perù                                                                | Amichevole                                                          | -                                                                   |                                                                     |
| 14-10-2014                                                          | Antofagasta                                                         | Cile                                                                | 2 – 2                                                               | Bolivia                                                             | Amichevole                                                          | -                                                                   |                                                                     |
| 15-11-2014                                                          | Talcahuano                                                          | Cile                                                                | 5 – 0                                                               | Venezuela                                                           | Amichevole                                                          | -                                                                   |                                                                     |
| 18-11-2014                                                          | Santiago del Cile                                                   | Cile                                                                | 1 – 2                                                               | Uruguay                                                             | Amichevole                                                          | -                                                                   |                                                                     |
| 26-3-2015                                                           | Sankt Pölten                                                        | Iran                                                                | 2 – 0                                                               | Cile                                                                | Amichevole                                                          | -                                                                   | 62’                                                                 |
| 29-3-2015                                                           | Londra                                                              | Brasile                                                             | 1 – 0                                                               | Cile                                                                | Amichevole                                                          | -                                                                   |                                                                     |
| 5-6-2015                                                            | Viña del Mar                                                        | Cile                                                                | 1 – 0                                                               | El Salvador                                                         | Amichevole                                                          | -                                                                   |                                                                     |
| 11-6-2015                                                           | Santiago del Cile                                                   | Cile                                                                | 2 – 0                                                               | Ecuador                                                             | Coppa America 2015 - 1º turno                                       | -                                                                   |                                                                     |
| 15-6-2015                                                           | Santiago del Cile                                                   | Cile                                                                | 3 – 3                                                               | Messico                                                             | Coppa America 2015 - 1º turno                                       | -                                                                   |                                                                     |
| 19-6-2015                                                           | Santiago del Cile                                                   | Cile                                                                | 5 – 0                                                               | Bolivia                                                             | Coppa America 2015 - 1º turno                                       | -                                                                   |                                                                     |
| 24-6-2015                                                           | Santiago del Cile                                                   | Cile                                                                | 1 – 0                                                               | Uruguay                                                             | Coppa America 2015 - Quarti di Finale                               | 1                                                                   | 43’                                                                 |
| 29-6-2015                                                           | Santiago del Cile                                                   | Cile                                                                | 2 – 1                                                               | Perù                                                                | Coppa America 2015 - Semifinale                                     | -                                                                   |                                                                     |
| 4-7-2015                                                            | Santiago del Cile                                                   | Cile                                                                | 0 – 0 dts (4 – 1 dtr)                                               | Argentina                                                           | Coppa America 2015 - Finale                                         | -                                                                   |                                                                     |
| 5-9-2015                                                            | Santiago del Cile                                                   | Cile                                                                | 3 – 2                                                               | Paraguay                                                            | Amichevole                                                          | -                                                                   |                                                                     |
| 9-10-2015                                                           | Santiago del Cile                                                   | Cile                                                                | 2 – 0                                                               | Brasile                                                             | Qual. Mondiali 2018                                                 | -                                                                   | 78’                                                                 |
| 14-10-2015                                                          | Lima                                                                | Perù                                                                | 3 – 4                                                               | Cile                                                                | Qual. Mondiali 2018                                                 | -                                                                   | 51’                                                                 |
| 13-11-2015                                                          | Santiago del Cile                                                   | Cile                                                                | 1 – 1                                                               | Colombia                                                            | Qual. Mondiali 2018                                                 | -                                                                   |                                                                     |
| 18-11-2015                                                          | Montevideo                                                          | Uruguay                                                             | 3 – 0                                                               | Cile                                                                | Qual. Mondiali 2018                                                 | -                                                                   |                                                                     |
| 25-3-2016                                                           | Santiago del Cile                                                   | Cile                                                                | 1 – 2                                                               | Argentina                                                           | Qual. Mondiali 2018                                                 | -                                                                   |                                                                     |
| 30-3-2016                                                           | Barinas                                                             | Venezuela                                                           | 1 – 4                                                               | Cile                                                                | Qual. Mondiali 2018                                                 | -                                                                   |                                                                     |
| 28-5-2016                                                           | Viña del Mar                                                        | Cile                                                                | 1 – 2                                                               | Giamaica                                                            | Amichevole                                                          | -                                                                   |                                                                     |
| 7-6-2016                                                            | Santa Clara                                                         | Argentina                                                           | 2 – 1                                                               | Cile                                                                | Coppa America Centenario - 1º turno                                 | -                                                                   | 44’                                                                 |
| 11-6-2016                                                           | Foxborough                                                          | Cile                                                                | 2 – 1                                                               | Bolivia                                                             | Coppa America Centenario - 1º turno                                 | -                                                                   | 76’                                                                 |
| 15-6-2016                                                           | Filadelfia                                                          | Cile                                                                | 4 – 2                                                               | Panama                                                              | Coppa America Centenario - 1º turno                                 | -                                                                   | 90’                                                                 |
| 23-6-2016                                                           | Chicago                                                             | Colombia                                                            | 0 – 2                                                               | Cile                                                                | Coppa America Centenario - Semifinali                               | -                                                                   |                                                                     |
| 27-6-2016                                                           | East Rutherford                                                     | Argentina                                                           | 0 – 0 dts (2 – 4 dtr)                                               | Cile                                                                | Coppa America Centenario - Finale                                   | -                                                                   |                                                                     |
| 2-9-2016                                                            | Asunción                                                            | Paraguay                                                            | 2 – 1                                                               | Cile                                                                | Qual. Mondiali 2018                                                 | -                                                                   |                                                                     |
| 7-9-2016                                                            | Santiago del Cile                                                   | Cile                                                                | 3 – 0                                                               | Bolivia                                                             | Qual. Mondiali 2018                                                 | -                                                                   |                                                                     |
| 6-10-2016                                                           | Quito                                                               | Ecuador                                                             | 3 – 0                                                               | Cile                                                                | Qual. Mondiali 2018                                                 | -                                                                   |                                                                     |
| 12-10-2016                                                          | Ñuñoa                                                               | Cile                                                                | 2 – 1                                                               | Perù                                                                | Qual. Mondiali 2018                                                 | -                                                                   |                                                                     |
| 10-11-2016                                                          | Barranquilla                                                        | Colombia                                                            | 0 – 0                                                               | Cile                                                                | Qual. Mondiali 2018                                                 | -                                                                   |                                                                     |
| 16-11-2016                                                          | Santiago del Cile                                                   | Cile                                                                | 3 – 1                                                               | Uruguay                                                             | Qual. Mondiali 2018                                                 | -                                                                   |                                                                     |
| 24-3-2017                                                           | Buenos Aires                                                        | Argentina                                                           | 1 – 0                                                               | Cile                                                                | Qual. Mondiali 2018                                                 | -                                                                   |                                                                     |
| 29-3-2017                                                           | Santiago del Cile                                                   | Cile                                                                | 3 – 1                                                               | Venezuela                                                           | Qual. Mondiali 2018                                                 | -                                                                   | 89’                                                                 |
| 3-6-2017                                                            | Santiago del Cile                                                   | Cile                                                                | 3 – 0                                                               | Burkina Faso                                                        | Amichevole                                                          | -                                                                   | 54’                                                                 |
| 9-6-2017                                                            | Mosca                                                               | Russia                                                              | 1 – 1                                                               | Cile                                                                | Amichevole                                                          | 1                                                                   |                                                                     |
| 13-6-2017                                                           | Cluj-Napoca                                                         | Romania                                                             | 3 – 2                                                               | Cile                                                                | Amichevole                                                          | -                                                                   | 46’                                                                 |
| 18-6-2017                                                           | Mosca                                                               | Camerun                                                             | 0 – 2                                                               | Cile                                                                | Conf. Cup 2017 - 1º turno                                           | -                                                                   |                                                                     |
| 22-6-2017                                                           | Kazan'                                                              | Germania                                                            | 1 – 1                                                               | Cile                                                                | Conf. Cup 2017 - 1º turno                                           | -                                                                   |                                                                     |
| 25-6-2017                                                           | Mosca                                                               | Cile                                                                | 1 – 1                                                               | Australia                                                           | Conf. Cup 2017 - 1º turno                                           | -                                                                   |                                                                     |
| 28-6-2017                                                           | Kazan'                                                              | Portogallo                                                          | 0 – 0 dts (0 – 3 dtr)                                               | Cile                                                                | Conf. Cup 2017 - Semifinale                                         | -                                                                   | 120’                                                                |
| 2-7-2017                                                            | San Pietroburgo                                                     | Cile                                                                | 0 – 1                                                               | Germania                                                            | Conf. Cup 2017 - Finale                                             | -                                                                   |                                                                     |
| 31-8-2017                                                           | Santiago del Cile                                                   | Cile                                                                | 0 – 3                                                               | Paraguay                                                            | Qual. Mondiali 2018                                                 | -                                                                   |                                                                     |
| 5-9-2017                                                            | La Paz                                                              | Bolivia                                                             | 1 – 0                                                               | Cile                                                                | Qual. Mondiali 2018                                                 | -                                                                   |                                                                     |
| 5-10-2017                                                           | Santiago del Cile                                                   | Cile                                                                | 2 – 1                                                               | Ecuador                                                             | Qual. Mondiali 2018                                                 | -                                                                   |                                                                     |
| 10-10-2017                                                          | San Paolo                                                           | Brasile                                                             | 3 – 0                                                               | Cile                                                                | Qual. Mondiali 2018                                                 | -                                                                   | 68’                                                                 |
| 24-3-2018                                                           | Stoccolma                                                           | Svezia                                                              | 1 – 2                                                               | Cile                                                                | Amichevole                                                          | -                                                                   | 45+1’ 79’                                                           |
| 11-9-2018                                                           | Suwon                                                               | Corea del Sud                                                       | 0 – 0                                                               | Cile                                                                | Amichevole                                                          | -                                                                   |                                                                     |
| 13-10-2018                                                          | Miami                                                               | Perù                                                                | 3 – 0                                                               | Cile                                                                | Amichevole                                                          | -                                                                   |                                                                     |
| 17-10-2018                                                          | Santiago de Querétaro                                               | Messico                                                             | 0 – 1                                                               | Cile                                                                | Amichevole                                                          | -                                                                   |                                                                     |
| 16-11-2018                                                          | Rancagua                                                            | Cile                                                                | 2 – 3                                                               | Costa Rica                                                          | Amichevole                                                          | -                                                                   | 52’ 75’                                                             |
| 21-11-2018                                                          | Temuco                                                              | Cile                                                                | 4 – 1                                                               | Honduras                                                            | Amichevole                                                          | -                                                                   | 89’                                                                 |
| 23-3-2019                                                           | San Diego                                                           | Messico                                                             | 3 – 1                                                               | Cile                                                                | Amichevole                                                          | -                                                                   | 61’                                                                 |
| 27-3-2019                                                           | Houston                                                             | Stati Uniti                                                         | 1 – 1                                                               | Cile                                                                | Amichevole                                                          | -                                                                   |                                                                     |
| 6-6-2019                                                            | La Serena                                                           | Cile                                                                | 2 – 1                                                               | Haiti                                                               | Amichevole                                                          | -                                                                   | 67’                                                                 |
| 17-6-2019                                                           | San Paolo                                                           | Giappone                                                            | 0 – 4                                                               | Cile                                                                | Coppa America 2019 - 1º turno                                       | -                                                                   |                                                                     |
| 21-6-2019                                                           | Salvador                                                            | Ecuador                                                             | 1 – 2                                                               | Cile                                                                | Coppa America 2019 - 1º turno                                       | -                                                                   | 82’                                                                 |
| 29-6-2019                                                           | San Paolo                                                           | Colombia                                                            | 0 – 0 (4 – 5 dtr)                                                   | Cile                                                                | Coppa America 2019 - Quarti di finale                               | -                                                                   |                                                                     |
| 3-7-2019                                                            | Porto Alegre                                                        | Cile                                                                | 0 – 3                                                               | Perù                                                                | Coppa America 2019 - Semifinale                                     | -                                                                   |                                                                     |
| 6-7-2019                                                            | San Paolo                                                           | Argentina                                                           | 2 – 1                                                               | Cile                                                                | Coppa America 2019 - Finale 3º posto                                | -                                                                   |                                                                     |
| 12-10-2019                                                          | Alicante                                                            | Colombia                                                            | 0 – 0                                                               | Cile                                                                | Amichevole                                                          | -                                                                   | 79’                                                                 |
| 15-10-2019                                                          | Alicante                                                            | Guinea                                                              | 2 – 3                                                               | Cile                                                                | Amichevole                                                          | -                                                                   | 46’                                                                 |
| 13-10-2020                                                          | Santiago del Cile                                                   | Cile                                                                | 2 – 2                                                               | Colombia                                                            | Qual. Mondiali 2022                                                 | -                                                                   |                                                                     |
| 13-11-2020                                                          | Santiago del Cile                                                   | Cile                                                                | 2 – 0                                                               | Perù                                                                | Qual. Mondiali 2022                                                 | -                                                                   | 84’                                                                 |
| 17-11-2020                                                          | Caracas                                                             | Venezuela                                                           | 2 – 1                                                               | Cile                                                                | Qual. Mondiali 2022                                                 | -                                                                   |                                                                     |
| 3-6-2021                                                            | Santiago del Estero                                                 | Argentina                                                           | 1 – 1                                                               | Cile                                                                | Qual. Mondiali 2022                                                 | -                                                                   |                                                                     |
| 8-6-2021                                                            | Santiago del Cile                                                   | Cile                                                                | 1 – 1                                                               | Bolivia                                                             | Qual. Mondiali 2022                                                 | -                                                                   |                                                                     |
| 14-6-2021                                                           | Rio de Janeiro                                                      | Argentina                                                           | 1 – 1                                                               | Cile                                                                | Coppa America 2021 - 1º turno                                       | -                                                                   |                                                                     |
| 18-6-2021                                                           | Cuiabá                                                              | Cile                                                                | 1 – 0                                                               | Bolivia                                                             | Coppa America 2021 - 1º turno                                       | -                                                                   |                                                                     |
| 21-6-2021                                                           | Cuiabá                                                              | Uruguay                                                             | 1 – 1                                                               | Cile                                                                | Coppa America 2021 - 1º turno                                       | -                                                                   |                                                                     |
| 24-6-2021                                                           | Brasilia                                                            | Cile                                                                | 0 – 2                                                               | Paraguay                                                            | Coppa America 2021 - 1º turno                                       | -                                                                   |                                                                     |
| 2-7-2021                                                            | Rio de Janeiro                                                      | Brasile                                                             | 1 – 0                                                               | Cile                                                                | Coppa America 2021 - Quarti di finale                               | -                                                                   |                                                                     |
| 2-9-2021                                                            | Santiago del Cile                                                   | Cile                                                                | 0 – 1                                                               | Brasile                                                             | Qual. Mondiali 2022                                                 | -                                                                   |                                                                     |
| 5-9-2021                                                            | Quito                                                               | Ecuador                                                             | 0 – 0                                                               | Cile                                                                | Qual. Mondiali 2022                                                 | -                                                                   |                                                                     |
| 9-9-2021                                                            | Quito                                                               | Colombia                                                            | 3 – 1                                                               | Cile                                                                | Qual. Mondiali 2022                                                 | -                                                                   |                                                                     |
| 7-10-2021                                                           | Lima                                                                | Perù                                                                | 2 – 0                                                               | Cile                                                                | Qual. Mondiali 2022                                                 | -                                                                   | 82’                                                                 |
| 10-10-2021                                                          | Santiago del Cile                                                   | Cile                                                                | 2 – 0                                                               | Paraguay                                                            | Qual. Mondiali 2022                                                 | 1                                                                   |                                                                     |
| 14-10-2021                                                          | Santiago del Cile                                                   | Cile                                                                | 3 – 0                                                               | Venezuela                                                           | Qual. Mondiali 2022                                                 | -                                                                   |                                                                     |
| 16-11-2021                                                          | Santiago del Cile                                                   | Cile                                                                | 0 – 2                                                               | Ecuador                                                             | Qual. Mondiali 2022                                                 | -                                                                   |                                                                     |
| 27-1-2022                                                           | Calama                                                              | Cile                                                                | 1 – 2                                                               | Argentina                                                           | Qual. Mondiali 2022                                                 | -                                                                   | 60’                                                                 |
| 1-2-2022                                                            | La Paz                                                              | Bolivia                                                             | 2 – 3                                                               | Cile                                                                | Qual. Mondiali 2022                                                 | -                                                                   |                                                                     |
| 24-3-2022                                                           | Rio de Janeiro                                                      | Brasile                                                             | 4 – 0                                                               | Cile                                                                | Qual. Mondiali 2022                                                 | -                                                                   |                                                                     |
| 29-3-2022                                                           | Santiago del Cile                                                   | Cile                                                                | 0 – 2                                                               | Uruguay                                                             | Qual. Mondiali 2022                                                 | -                                                                   |                                                                     |
| 22-3-2024                                                           | Parma                                                               | Albania                                                             | 0 – 3                                                               | Cile                                                                | Amichevole                                                          | -                                                                   | 87’                                                                 |
| 26-3-2024                                                           | Marsiglia                                                           | Francia                                                             | 3 – 2                                                               | Cile                                                                | Amichevole                                                          | -                                                                   | 88’                                                                 |
| 11-6-2024                                                           | Santiago del Cile                                                   | Cile                                                                | 3 – 0                                                               | Paraguay                                                            | Amichevole                                                          | -                                                                   | 28’ 63’                                                             |
| 21-6-2024                                                           | Arlington                                                           | Perù                                                                | 0 – 0                                                               | Cile                                                                | Coppa America 2024 - 1º turno                                       | -                                                                   |                                                                     |
| 25-6-2024                                                           | East Rutherford                                                     | Cile                                                                | 0 – 1                                                               | Argentina                                                           | Coppa America 2024 - 1º turno                                       | -                                                                   | 82’ 87’                                                             |
| 29-6-2024                                                           | Orlando                                                             | Canada                                                              | 0 – 0                                                               | Cile                                                                | Coppa America 2024 - 1º turno                                       | -                                                                   |                                                                     |
| 5-9-2024                                                            | Buenos Aires                                                        | Argentina                                                           | 3 – 0                                                               | Cile                                                                | Qual. Mondiali 2026                                                 | -                                                                   | cap.                                                                |
| 10-9-2024                                                           | Santiago del Cile                                                   | Cile                                                                | 1 – 2                                                               | Bolivia                                                             | Qual. Mondiali 2026                                                 | -                                                                   | cap.                                                                |
| Totale                                                              |                                                                     | Presenze (4º posto)                                                 | 144                                                                 |                                                                     | Reti                                                                | 5                                                                   |                                                                     |

#### Nazionale Under-20
| Cronologia completa delle presenze e delle reti in nazionale ― Cile under 20 | Cronologia completa delle presenze e delle reti in nazionale ― Cile under 20 | Cronologia completa delle presenze e delle reti in nazionale ― Cile under 20 | Cronologia completa delle presenze e delle reti in nazionale ― Cile under 20 | Cronologia completa delle presenze e delle reti in nazionale ― Cile under 20 | Cronologia completa delle presenze e delle reti in nazionale ― Cile under 20 | Cronologia completa delle presenze e delle reti in nazionale ― Cile under 20 | Cronologia completa delle presenze e delle reti in nazionale ― Cile under 20 |
| Data                                                                         | Città                                                                        | In casa                                                                      | Risultato                                                                    | Ospiti                                                                       | Competizione                                                                 | Reti                                                                         | Note                                                                         |
| ---------------------------------------------------------------------------- | ---------------------------------------------------------------------------- | ---------------------------------------------------------------------------- | ---------------------------------------------------------------------------- | ---------------------------------------------------------------------------- | ---------------------------------------------------------------------------- | ---------------------------------------------------------------------------- | ---------------------------------------------------------------------------- |
| 7-1-2007                                                                     | Pedro Juan Caballero                                                         | Brasile under 20                                                             | 4 – 2                                                                        | Cile under 20                                                                | Sudamericano Under-20 2007 - 1º turno                                        | 1                                                                            |                                                                              |
| 9-1-2007                                                                     | Pedro Juan Caballero                                                         | Paraguay under 20                                                            | 1 – 0                                                                        | Cile under 20                                                                | Sudamericano Under-20 2007 - 1º turno                                        | -                                                                            |                                                                              |
| 11-1-2007                                                                    | Pedro Juan Caballero                                                         | Bolivia under 20                                                             | 0 – 4                                                                        | Cile under 20                                                                | Sudamericano Under-20 2007 - 1º turno                                        | -                                                                            |                                                                              |
| 13-1-2007                                                                    | Pedro Juan Caballero                                                         | Perù under 20                                                                | 2 – 4                                                                        | Cile under 20                                                                | Sudamericano Under-20 2007 - 1º turno                                        | -                                                                            |                                                                              |
| 19-1-2007                                                                    | Asunción                                                                     | Colombia under 20                                                            | 0 – 5                                                                        | Cile under 20                                                                | Sudamericano Under-20 2007 - Fase finale                                     | -                                                                            |                                                                              |
| 21-1-2007                                                                    | Luque                                                                        | Brasile under 20                                                             | 2 – 2                                                                        | Cile under 20                                                                | Sudamericano Under-20 2007 - Fase finale                                     | -                                                                            |                                                                              |
| 23-1-2007                                                                    | Asunción                                                                     | Cile under 20                                                                | 0 – 0                                                                        | Argentina under 20                                                           | Sudamericano Under-20 2007 - Fase finale                                     | -                                                                            |                                                                              |
| 25-1-2007                                                                    | Asunción                                                                     | Uruguay under 20                                                             | 1 – 1                                                                        | Cile under 20                                                                | Sudamericano Under-20 2007 - Fase finale                                     | -                                                                            |                                                                              |
| 28-1-2007                                                                    | Asunción                                                                     | Cile under 20                                                                | 2 – 3                                                                        | Paraguay under 20                                                            | Sudamericano Under-20 2007 - Fase finale                                     | -                                                                            |                                                                              |
| 1-7-2007                                                                     | Toronto                                                                      | Canada under 20                                                              | 0 – 3                                                                        | Cile under 20                                                                | Mondiali Under-20 2007 - 1º turno                                            | -                                                                            |                                                                              |
| 5-7-2007                                                                     | Edmonton                                                                     | Cile under 20                                                                | 3 – 0                                                                        | Rep. del Congo under 20                                                      | Mondiali Under-20 2007 - 1º turno                                            | -                                                                            |                                                                              |
| 8-7-2007                                                                     | Toronto                                                                      | Cile under 20                                                                | 0 – 0                                                                        | Austria under 20                                                             | Mondiali Under-20 2007 - 1º turno                                            | -                                                                            |                                                                              |
| 12-7-2007                                                                    | Edmonton                                                                     | Cile under 20                                                                | 1 – 0                                                                        | Portogallo under 20                                                          | Mondiali Under-20 2007 - Ottavi di finale                                    | -                                                                            |                                                                              |
| 15-7-2007                                                                    | Montréal                                                                     | Cile under 20                                                                | 4 – 0                                                                        | Nigeria under 20                                                             | Mondiali Under-20 2007 - Quarti di finale                                    | 2                                                                            |                                                                              |
| 19-7-2007                                                                    | Toronto                                                                      | Cile under 20                                                                | 0 – 3                                                                        | Argentina under 20                                                           | Mondiali Under-20 2007 - Semifinale                                          | -                                                                            |                                                                              |
| 22-7-2007                                                                    | Toronto                                                                      | Austria under 20                                                             | 0 – 1                                                                        | Cile under 20                                                                | Mondiali Under-20 2007 - Finale 3º posto                                     | -                                                                            |                                                                              |
| Totale                                                                       |                                                                              | Presenze                                                                     | 16                                                                           |                                                                              | Reti                                                                         | 3                                                                            |                                                                              |

## Palmarès

### Club

#### Competizioni statali
- Campionato carioca: 1

Flamengo: 2021

#### Competizioni nazionali
- Campionato italiano: 2

Juventus: 2012-2013, 2013-2014
- Supercoppa italiana: 2

Juventus: 2013, 2015
- Campionato brasiliano: 1

Flamengo: 2020
- Supercoppa del Brasile: 1

Flamengo: 2021
- Campionato cileno: 1

Colo-Colo: 2024
- Supercopa de Chile: 1

Colo-Colo: 2024

### Nazionale
- Coppa America: 2

Cile 2015, USA 2016

### Individuale
- Squadre ideale della Copa América: 1

Brasile 2021